# Eileen Davies

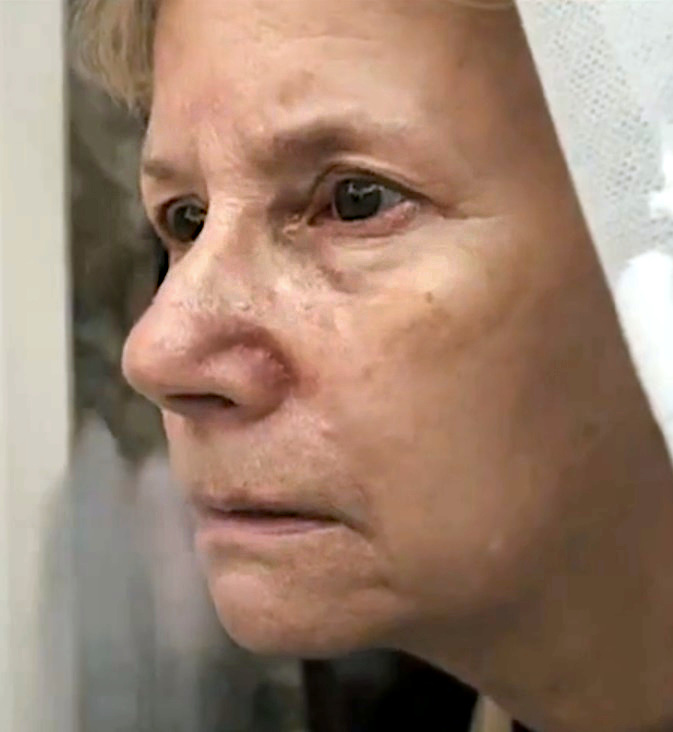
Eileen Davies, 2012

Eileen Davies (* 23. September 1948 in Hastings) ist eine britische Filmschauspielerin.

## Leben
Eileen Davies ist seit Mitte der 1970er Jahre als Filmschauspielerin tätig. Sie spielte eine Vielzahl von Nebenrollen in britischen Produktionen, ab 2017 spielte sie in den Seifenopern EastEnders (als Joan Murfield) wie auch Coronation Street (als Flora McArdle) mit.
Für ihre Nebenrolle in der schwarzen Komödie Sightseers wurde sie 2012 für einen British Independent Film Award nominiert.

## Filmografie (Auswahl)
- 1985: Bleak House (Fernsehserie, 4 Folgen)
- 1993: Body & Soul (Miniserie, 4 Folgen)
- 1994: Eine unerhörte Affäre (A Village Affair)
- 1999–2005: Inspector Barnaby (Midsomer Murders, Fernsehreihe, 3 Folgen)
- 2004: Vera Drake
- 2009: Bright Star
- 2010: Another Year
- 2012: Sightseers
- 2013: Chickens (Fernsehserie, 5 Folgen)
- 2014: Mr. Turner – Meister des Lichts (Mr. Turner)
- 2014: Scott & Bailey (Fernsehserie, 1 Folge)
- 2015: Im Himmel trägt man hohe Schuhe (Miss You Already)
- 2015: High-Rise
- 2016: Adult Life Skills
- 2016: Der wunderbare Garten der Bella Brown (This Beautiful Fantastic)
- 2017–2018: EastEnders (Fernsehserie, 5 Folgen)
- 2017–2018: Coronation Street (Fernsehserie, 18 Folgen)
- 2018: Peterloo
- 2019: Grantchester (Fernsehserie, 1 Folge)